# Paul Hardcastle
Paul Hardcastle (Londra, 10 dicembre 1957) è un compositore e musicista britannico; tastierista e pluristrumentista, è riconosciuto come una delle personalità più rappresentative dello smooth jazz.

## Biografia
Dopo aver studiato pianoforte, nei primi anni '80, Hardcastle suonò le tastiere in diversi singoli dell'etichetta discografica Oval per molti gruppi e artisti musicali.
Successivamente, nel 1985, decise di intraprendere una carriera solista, specializzandosi in musica disco music.
Questa incominciò con il disco Zero One, frutto di una collaborazione con il gruppo funk Universal Funk.
Da questo esperimento vennero pubblicati due singoli: Rain Forest e Sound Chaser. Questi entrarono immediatamente nelle classifiche di musica dance, specialmente Rain Forest, che si posizionò al numero 57 della Hot 100. Subito dopo Hardcastle pubblicò una cover di un pezzo dei D Train You're The One For Me, congiuntamente ad altre due sue composizioni, AM e Daybreak.
Sempre nello stesso anno, ha pubblicato il suo album di debutto, Paul Hardcastle, ricco di brani da discoteca come King Tut, Just for Money, Central Park, Better e 19, quest'ultima è una delle canzoni più note del musicista britannico ed è incentrata sulla partecipazione da parte degli americani alla guerra del Vietnam e l'effetto che questa ebbe sui soldati coinvolti.
Dopo questa canzone, Hardcastle pubblicò: Don't Waste My Time (con la voce di Carol Kenyon) che raggiunse la posizione numero 8 nella Official Singles Chart, The Wizard, che è diventata la colonna sonora per la trasmissione televisiva Top of the Pops e The Voyager, che è stata utilizzata per il programma della BBC, Holiday.
Dopo il 1986, Paul Hardcastle iniziò a occuparsi principalmente di colonne sonore per show televisivi (infatti, scrisse il tema principale di Saturday Live) e remix di alcuni lavori, alcuni di artisti come Five Star, Barry White, Third World, Sinitta, Johnny Logan, Hiroshima e Ian Dury.
Nel 1988 ha pubblicato il suo primo (e unico) concept album, No Winners, che si concentra sugli effetti distruttivi della corsa agli armamenti durante la Guerra Fredda.
Successivamente a ciò ha effettuato un cambio di rotta, tuffandosi nell'universo del free jazz. Diventerà una delle icone più rappresentative di questo stile, soprattutto nel 2000 con il singolo Desire.
Hardcastle ha registrato diversi album smooth jazz, alternando uscite sotto i nomi di Kiss The Sky, The Jazzmasters e Hardcastle. In questi lavori vi è la collaborazione con alcuni cantanti (come Helen Rogers, Becki Biggins, e Margo LeDuc) e sassofonisti tra cui Gary Barnacle, Snake Davis, Phil Todd, Tony Woods, e Rock Hendricks.
Tutte queste pubblicazioni sono state trasmesse da radio smooth jazz negli Stati Uniti. Paul nel 2008 vinse come miglior artista jazz nella Smooth of the Year Award.

## Vita personale
Appassionato di motociclette, Paul Hardcastle è sposato con Dolores Baker da cui ha avuto tre figli: Maxine (aprile 1986) Paul Jr. (agosto 1990) e Ritchie (maggio 1997).

## Discografia

### Album in studio
| Anno | Album                                               |
| ---- | --------------------------------------------------- |
| 1984 | Daybreak                                            |
| 1985 | Zero One                                            |
| 1985 | Rainforest                                          |
| 1985 | Paul Hardcastle                                     |
| 1988 | No Winners                                          |
| 1990 | Sound Syndicate                                     |
| 1992 | Kiss The Sky                                        |
| 1994 | Millennium Sky Way                                  |
| 1997 | First Light                                         |
| 2004 | The Smooth Cuts                                     |
| 2009 | Zer01                                               |
| 2011 | Desire: The Ultimate Seductive Album                |
| 2012 | Perceptions of Pacha VIII (remixato da Nacho Marco) |
| 2012 | 19 Below Zero                                       |
| 2013 | Electrofied 80s: Essential Paul Hardcastle          |
| 2014 | Moovin & Groovin                                    |
| 2015 | 19: The 30th Anniversary Mixes                      |

### SerieThe Jazzmasters
| Anno | Album               |
| ---- | ------------------- |
| 1991 | The Jazzmasters     |
| 1995 | The Jazzmasters II  |
| 1999 | The Jazzmasters III |
| 2004 | The Jazzmasters IV  |
| 2006 | The Jazzmasters V   |
| 2010 | The Jazzmasters VI  |
| 2013 | The Jazzmasters VII |

### SerieHardcastle
| Anno | Album           |
| ---- | --------------- |
| 1994 | Hardcastle      |
| 1996 | Hardcastle II   |
| 2002 | Hardcastle III  |
| 2005 | Hardcastle IV   |
| 2008 | Hardcastle V    |
| 2011 | Hardcastle VI   |
| 2013 | Hardcastle VII  |
| 2018 | Hardcastle VIII |

#### SerieChill Lounge
| Anno | Album                      | Etichetta                  |
| ---- | -------------------------- | -------------------------- |
| 2012 | The Chill Lounge, Volume 1 | Trippin 'N' Rhythm Records |
| 2013 | The Chill Lounge, Volume 2 | Trippin 'N' Rhythm Records |
| 2015 | The Chill Lounge, Volume 3 | Trippin 'N' Rhythm Records |

#### Kiss The Sky con Paul Hardcastle & Jaki Graham
| Anno | Album                                      | Label                                      |
| ---- | ------------------------------------------ | ------------------------------------------ |
| 1991 | Kiss The Sky                               | Victor (Giappone); Motown Records          |
| 1994 | Millennium Skyway [AKA 'Kiss The Sky II' ] | Victor (Giappone); JVC; Hardcastle Records |

#### Transcontinental con Paul Hardcastle & Ryan Farish
| Anno | Album                 | Label                |
| ---- | --------------------- | -------------------- |
| 2011 | Transcontinental (EP) | Rytone Entertainment |

### Antologie
| Anno | Album                                      |
| ---- | ------------------------------------------ |
| 1993 | The Definitive                             |
| 1999 | Cover to Cover: A Musical Autobiography    |
| 2000 | Jazzmasters: The Greatest Hits             |
| 2003 | The Very Best of Paul Hardcastle 1983-2003 |
| 2009 | Paul Hardcastle: The Collection            |
| 2016 | The History of Paul Hardcastle 1984–2016   |

## Singoli
- 1984: Eat Your Heart Out
- 1984: Rain Forest
- 1984: Guilty
- 1984: You're the One For Me - Daybreak - A.M.
- 1985: Rainforest
- 1985: 19
- 1985: Just for Money
- 1985: King Tut
- 1986: Don't Waste My Time
- 1986: Foolin' Yourself
- 1986: The Wizard
- 1988: 40 Years
- 1988: Walk in the Night
- 1989: Are You Ready
- 2011: Rainforest/What's Going On
- 2011: Easy Come, Easy Go